# Anna Brandysiewicz
Anna Elżbieta Brandysiewicz, później Rekosz (ur. 6 kwietnia 1955 w Warszawie) – wioślarka, nauczycielka wf, olimpijka z Montrealu 1976.

## Kariera
Absolwentka warszawskiej AWF. W trakcie kariery zawodniczej reprezentowała stołeczny AZS.

## Osiągnięcia
- 1973 - 6. miejsce na mistrzostwach Europy w ósemce
- 1974 - 6. miejsce na mistrzostwach świata w ósemce
- 1975 - 8. miejsce na mistrzostwach świata w ósemce
- 1976 - 7. miejsce na igrzyskach olimpijskich w ósemce